# Schizosaccharomycetaceae
Schizosaccharomycetaceae är en familj av svampar. Schizosaccharomycetaceae ingår i ordningen Schizosaccharomycetales, klassen Schizosaccharomycetes, divisionen sporsäcksvampar och riket svampar.
| Schizosaccharomycetaceae | \| \| Schizosaccharomyces \| \| \| \| \| \| Hasegawaea \| \| \| \| |
|                          | \| \| Schizosaccharomyces \| \| \| \| \| \| Hasegawaea \| \| \| \| |
|                          | Schizosaccharomyces                                                |
|                          |                                                                    |
|                          | Hasegawaea                                                         |
|                          |                                                                    |

|  | Schizosaccharomyces |
|  |                     |
|  | Hasegawaea          |
|  |                     |